# Taiwanische Badmintonmeisterschaft 1984
Die Taiwanische Badmintonmeisterschaft der Saison 1983/1984 fand im November 1983 statt. Es war die 29. Auflage der nationalen Titelkämpfe von Taiwan im Badminton.

## Titelträger
| Disziplin    | Sieger                         |
| ------------ | ------------------------------ |
| Herreneinzel | Liu Hon-jai                    |
| Dameneinzel  | Lin Hui-hsu                    |
| Herrendoppel | Ger Shin-ming Hwang Chien-tung |
| Damendoppel  | Sun Tsai-ching Kang Chia-yi    |